# Twan van den Brand
Twan van den Brand (Volkel, 22 januari 1989) is een Nederlands veldrijder.
Tot en met het seizoen 2011-2012 reed Van den Brand bij de beloften. Bij zijn debuut bij de senioren in het najaar van 2012 reed Van den Brand top tien bij de wereldbekerwedstrijden in Tábor, Roubaix en Rome. Zijn achtste plaats in Roubaix was genoeg voor plaatsing voor de wereldkampioenschappen veldrijden 2013.
Beelen · Bossuyt · Eeckhout · Eising · Kloucek · Polnický · Schoonacker · Van Compernolle · Van Dael · van den Brand · Vanthourenhout · Vantornout · Vernaeckt
Beelen · Boden · Bossuyt · Braet · De Clercq · Eeckhout · Eising · Kloucek · Polnický · Van Compernolle · Van Dael · van den Brand · Vanthourenhout · Vantornout · Vernaeckt · Zlámalík